# Clóvis Arrault
Recebeu de Dom Pedro II o título de Cavaleiro da Ordem da Rosa em 17 de junho de 1882

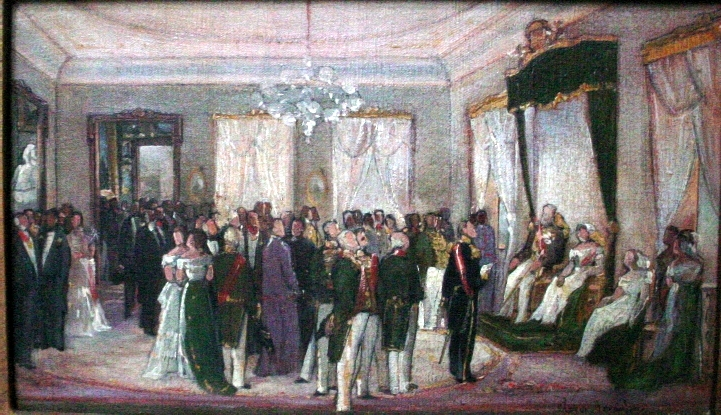
Abertura da Primeira Exposição Nacional de 1874 – Clovis Arrault – Óleo sob tela, 1874 – Museu Antônio Parreiras, Niterói

Clóvis Aimé Arrault (França, 12 de agosto de 1842 – Rio de Janeiro, 1895) foi um renomado pintor franco-brasileiro do século XIX.
Com habilidade em Artes visuais realizou trabalhos para diferentes personalidades e instituições. A família Pinto Neto, do patriarca barão de Carapebus, protegeu o famoso artista plástico francês Clóvis Arrault, estabelecido em Campos dos Goytacazes no século XIX, sendo os barões de Carapebus e outros membros da família retratados por Arrault em obras preservadas na "Collecção D. Rosa Joaquina", em Macaé.
Retratou a família de Antônio Ribeiro de Castro, importante fazendeiro estabelecido no Norte Fluminense, no século XIX.

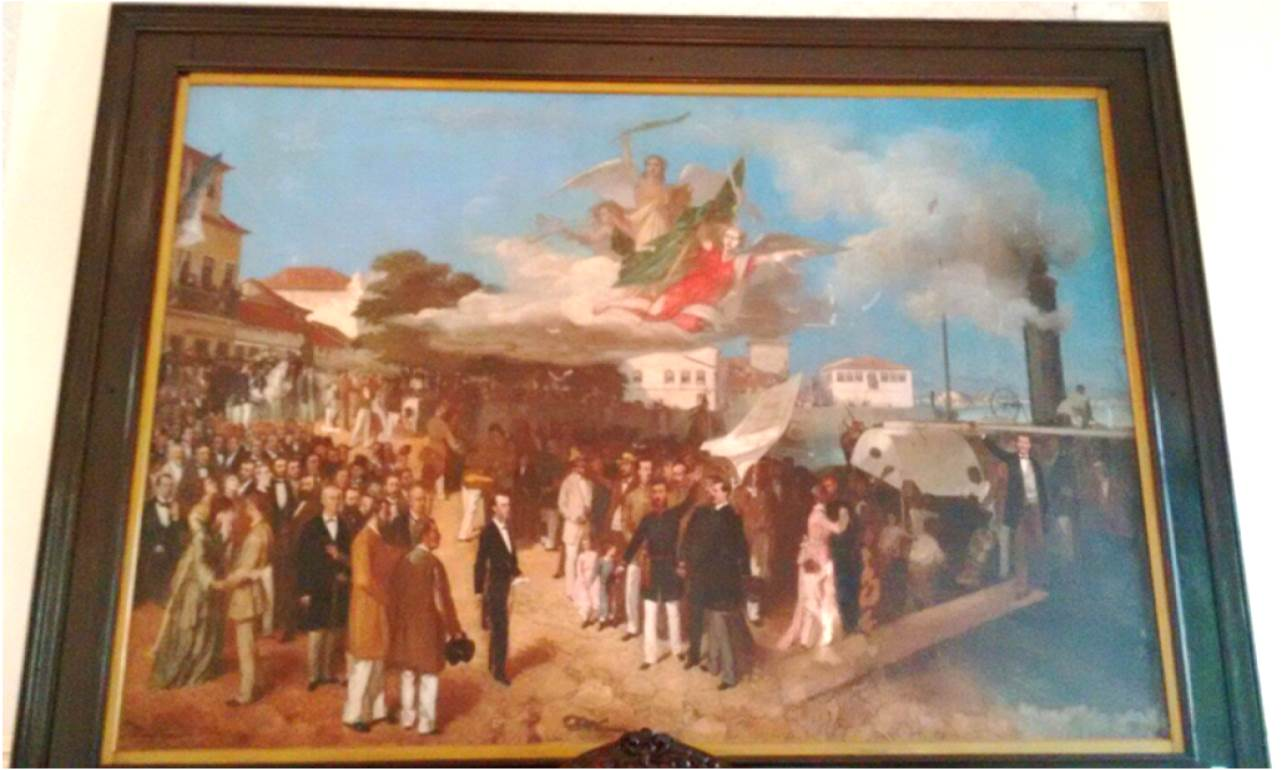
A Partida dos Voluntários Campistas em 1865" (Óleo sobre tela - Museu Histórico de Campos dos Goytacazes)

## Principais obras

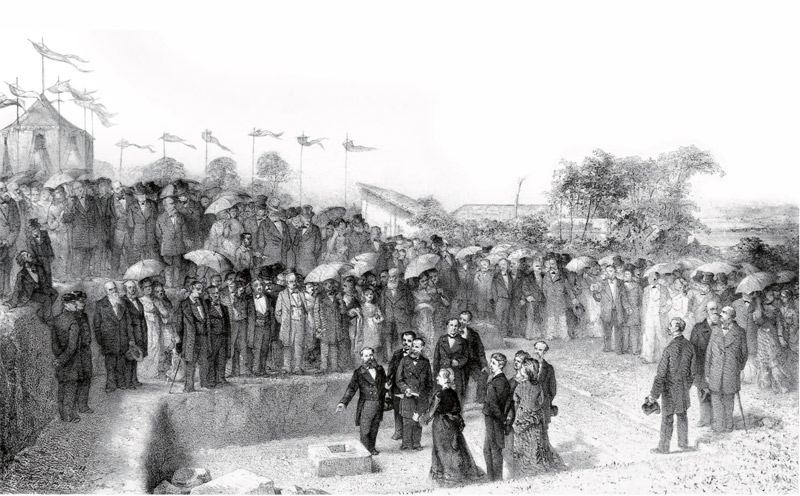
Inauguração das obras de abastecimento d’água à cidade do Rio de Janeiro em 12 de dezembro de 1876 – Clovis Arrault – Litogravura, 1876 – Museu Histórico da Cidade do Rio de Janeiro

- "A Partida dos Voluntários Campistas em 1865" (Óleo sobre tela - Museu Histórico de Campos dos Goytacazes) [3]

- "Inauguração das obras de abastecimento d’água à cidade do Rio de Janeiro em 12 de dezembro de 1876" (Litogravura, 1876 – Museu Histórico da Cidade do Rio de Janeiro)[4]

- "A galinha de pintos e o gavião" (Óleo sobre tela, s/data - Coleção Lamego, Museu Antônio Parreiras)[5]

- "Abertura da Primeira Exposição Nacional de 1874" (Óleo sobre tela, s/data - Coleção Lamego, Museu Antônio Parreiras)[5]

## Exposições póstumas
Suas obras fizeram parte da exposição coletiva Tradição e Ruptura: síntese de arte e cultura brasileiras, realizada entre 19 de novembro de 1984 e 31 de janeiro de 1985 pela Fundação Bienal de São Paulo.
Também teve obras expostas em “Uma pincelada na história da pintura em Campos dos Goytacazes”, exposição coletiva que incluía nomes, fatos e trabalhos de artistas que, ao longo de quase dois séculos, construíram uma rica história da pintura na cidade de Campos dos Goytacazes; exposição esta com curadoria do Instituto Histórico e Geográfico de Campos dos Goytacazes (IHGCG), realizada entre 8 de novembro de 2019 e 29 de dezembro de 2019.